# Bierschwefel
Unter einem Bierschwefel, Biermimik oder Fuxenulk versteht man bei Studentenverbindungen einen Sketch, den ein oder mehrere Verbindungsmitglieder auf einer Kneipe halten. 
Üblicherweise werden Kneipteilnehmer vom Präsidium auf der Kneipe dazu verpflichtet, nach kurzer Ausarbeitungszeit einen humorigen Vortrag zu einem vorgegebenen Thema zu halten. Zu bestimmten Ritualen, etwa einer Branderung, werden Bierschwefel aber bereits lange vor der Kneipe vorbereitet.
Sigmund Freud schrieb über den Bierschwefel in seiner Studie Der Witz und seine Beziehung zum Unbewußten:

„Mit dem heiteren Unsinn des Bierschwefels versucht der Student, sich die Lust aus der Freiheit des Denkens zu retten, die ihm durch die Schulung des Kollegs immer mehr verlorengeht. […] »Bierschwefel« und »Kneipzeitung« legen in ihrem Namen Zeugnis dafür ab, daß die Kritik, welche die Lust am Unsinn verdrängt hat, bereits so stark geworden ist, daß sie ohne toxische Hilfsmittel auch nicht zeitweilig beiseite geschoben werden kann.“

Die Bezeichnung Bierschwefel kommt tendenziell mehr bei nichtschlagenden österreichischen Verbindungen vor, ansonsten ist eher der Ausdruck Biermimik gebräuchlich.